# Lasiargus hirsutus
Lasiargus hirsutus is een spinnensoort in de taxonomische indeling van de hangmatspinnen (Linyphiidae).
Het dier behoort tot het geslacht Lasiargus. De wetenschappelijke naam van de soort werd voor het eerst geldig gepubliceerd in 1869 door Menge.